# Lorenz Stassen
Lorenz Stassen (* 1969) ist ein deutscher Schriftsteller. Er lebt und arbeitet in Köln.

## Leben
Lorenz Stassen wuchs in Solingen (NRW) auf und ließ sich nach der Schule zunächst zum Chemielaboranten ausbilden. Später wechselte er ins Film- und Fernsehgeschäft, arbeitete als Produktionsassistent und Aufnahmeleiter, bis er freier Drehbuchautor wurde. Unter anderem schrieb er für die Fernsehserien Alarm für Cobra 11, Soko Stuttgart, Der Staatsanwalt, sowie für die internationale Kino-Produktion Swimming Pool. Der Tod feiert mit. in Zusammenarbeit mit Boris von Sychowski.
Im Heyne Verlag erschien ab 2017 seine Nicholas Meller-Trilogie mit den Titeln: „Angstmörder“, „Blutacker“, „Opferfluss“. Im Jahr 2022 erschien der erste Band der neuen Krimi-Reihe um Kommissar Gustav Zabel. Unter dem Pseudonym Marc Meller veröffentlicht Stassen seit 2020 seine  Escape-Room-Thriller „Raum der Angst“ und „Stadt des Zorns“ im Ullstein Verlag.

## Veröffentlichungen
Reihe Anwalt Nicholas Meller
- Angstmörder. Heyne Verlag, München 2017, ISBN 978-3-453-43879-8.
- Blutacker. Heyne Verlag, München 2018, ISBN 978-3-453-43944-3.
- Opferfluss. Heyne Verlag, München 2020, ISBN 978-3-453-43945-0.

Reihe Kommissar Gustav Zabel
- Rosenmontag. Ullstein Verlag, Berlin 2022, ISBN 978-3-548-06415-4.
- Tödlicher Aschermittwoch. Ullstein Verlag, Berlin 2023, ISBN 978-3-548-06416-1.

Thriller unter dem Pseudonym Marc Meller
- Raum der Angst. Ullstein Verlag, Berlin, 2020, ISBN 978-3-548-06380-5.
- Stadt des Zorns. Ullstein Verlag, Berlin, 2021, ISBN 978-3-548-06382-9.
- Das Schlaflabor. Bastei Lübbe, Köln 2022, ISBN 978-3-7857-2791-1.
- Das Smartphone. Bastei Lübbe, Köln 2024, ISBN 978-3-7577-0036-2.

Hörbücher
- 2017: Angstmörder, Random House Audio, 9h 22Min, ungekürzte Lesung mit Uve Teschner, Oliver Brod. ISBN 978-3-8371-4007-1.
- 2018: Blutacker, Random House Audio, 8h 10Min, ungekürzte Lesung mit Uve Teschner. ISBN 978-3-8371-4401-7.
- 2020: Opferfluss, Random House Audio, 8h 53Min, ungekürzte Lesung mit Uve Teschner. ISBN  978-3-8371-4907-4.

- 2020: Raum der Angst, Hörbuch Hamburg, 571 Minuten, ungekürzte Lesung, gesprochen von Peter Lontzek. ISBN 978-3-8449-2625-5.
- 2021: Stadt des Zorns, Hörbuch Hamburg, 628 Minuten, ungekürzte Lesung, gesprochen von Peter Lontzek. ISBN 978-3-8449-2941-6.